# Таємниці Райських схилів
«Таємниці Райських схилів» (англ. Paradise Hills) — дебютна стрічка режисера Еліс Воддінгтон 2019 року з Еммою Робертс, Даніель Макдональд, Аквафіною, Джеремі Ірвіном, Арно Валуа, Ейсою Гонсалес і Міллою Йовович у головних ролях.
Світова прем'єра стрічки відбулась на кінофестивалі «Санденс» 26 січня 2019 року. Прем'єра в США відбулась 1 листопада 2019 року за сприяння Samuel Goldwyn Films, в Україні — 24 жовтня 2019 року.

## Сюжет
Ума прокидається на острові під назвою Рай, куди батьки відправляють своїх доньок на перевиховання. На ньому можна отримати емоційне зцілення для тих, хто цього потребує. Однак за зовнішньо привабливою казкою острів ховає щось зловісне, що загрожує Умі та іншим остров'янам.

## У ролях
| Актор              | Роль      |
| ------------------ | --------- |
| Емма Робертс       | Ума       |
| Даніель Макдональд | Хлоя      |
| Аквафіна           | Ю         |
| Ейса Гонсалес      | Амарна    |
| Мілла Йовович      | Герцогиня |
| Джеремі Ірвін      | Маркус    |
| Арно Валуа         | Син       |
| Даніель Горват     | Фаворит   |

## Створення

### Виробництво
У листопаді 2017 року Емма Робертс та Даніель Макдональд приєдналися до акторського складу фільму, а Еліс Воддінгтон стала режисером стрічки за сценарієм Начо Вігалондо та Браяна ДеЛію. У березні 2018 року Ейса Гонсалес отримала роль у фільмі. У квітні 2018 року Мілла Йовович, Джеремі Ірвін та Аквафіна приєдналися до акторського складу.

### Зйомки
Основні зйомки розпочалися у квітні 2018 року. Зйомки проходили на Канарських островах і в Барселоні.

## Випуск
Світова прем'єра відбулася на кінофестивалі «Санданс» 26 січня 2019 року. Невдовзі компанія Samuel Goldwyn Films придбала права на розповсюдження фільму. Його випустити 1 листопада 2019 року у США, 24 жовтня 2019 — в Україні.

## Сприйняття

### Критика
Фільм отримав неоднозначні відгуки: оглядачі оцінили костюми, феміністичний підхід та постановку, але критикували сценарій. Леслі Фелперін із «The Hollywood Reporter» написала: «Слова не можуть справедливо оцінити справді розкішні декорації та костюми, які демонструються, вони настільки сліпучі, витончені та химерні, що відволікають від безглуздих діалогів та сюжетних дірок». Луїза Мур в огляді на Screen Zealots заявила: «Іноді фільм може мати плутаний сюжет, але він настільки добре зроблений і має щось цікаве сказати, що було б злочином не аплодувати цим зусиллям». Карлос Агілар із «The Wrap» написав: «Суперечливі рамки оповіді, фільм перетворює застарілі архетипи в осіб, які мають агентивність. <…> Принцесам не потрібен лицар, щоб втекти з в'язниць; вони самі можуть задати жару», проте вважає розв'язку «надуманою», зазначивши: «Це добромисна спроба наповнити химерну історію більш соціально-політичною драмою, але вона не має впливу, тому що повинна конкурувати з безліччю більш конкретних роздумів». На сайті Rotten Tomatoes рейтинг фільму 68 % на основі 22 оглядів, з середньою оцінкою 5,86/10. Консенсус сайту такий: «Його амбітний обсяг іноді перевищує його розуміння, але „Таємниці Райських схилів“ пропонує шанувальникам продуманої наукової фантастики візуально відмінні смаколики з сучасними темами».

### Номінації та нагороди
| Нагороди та номінації фільму «Таємниці Райських схилів» | Нагороди та номінації фільму «Таємниці Райських схилів» | Нагороди та номінації фільму «Таємниці Райських схилів» | Нагороди та номінації фільму «Таємниці Райських схилів» | Нагороди та номінації фільму «Таємниці Райських схилів» | Нагороди та номінації фільму «Таємниці Райських схилів» |
| Рік                                                     | Кінофестиваль/кінопремія                                | Категорія/нагорода                                      | Номінант                                                | Результат                                               |                                                         |
| ------------------------------------------------------- | ------------------------------------------------------- | ------------------------------------------------------- | ------------------------------------------------------- | ------------------------------------------------------- | ------------------------------------------------------- |
| 2019                                                    | Кінофестиваль у Сіджасі                                 | Найкращий повнометражний фантастичний фільм             | Еліс Воддінгтон, Nostromo Pictures                      | Номінація                                               |                                                         |
| 2019                                                    | «Санденс»                                               | «Наступний новатор»                                     | Еліс Воддінгтон                                         | Номінація                                               |                                                         |